# Асмат (округ)
Асмат (индон. Asmat) — округ в составе индонезийской провинции Южное Папуа. Население округа составляет 76 577 человек (на 2010 год). Столица округа — портовый городок Агатс, находящийся на берегу Арафурского моря. Большая часть населения — представители народа асматов. На территории округа нет крупных городов, местные жители проживают в селениях, население которых редко превышает 500 человек. В округе Асмат находятся знаменитые Асматские болота и Национальный парк Лоренц. В округе Асмат погиб знаменитый путешественник Майкл Рокфеллер. Считается, что он был убит жителями деревень Омасчанеп и Омадесеп.